# Chris Kyle
Christopher Scott "Chris" Kyle (n. 8 aprilie 1974 − d. 2 februarie 2013) a fost un militar american, lunetist, subofițer al marinei americane „SEAL”. El este cel mai eficient lunetist din istoria militară a Statelor Unite, cu 255 de inamici uciși în timpul Războiului din Irak, dintre care 160 au fost confirmați oficial de Pentagon.
În 2009 el a scris bestsellerul autobiografic, American Sniper, care a fost publicat în ianuarie 2012. Ulterior, în baza cărții a fost realizată o adaptare ecranizată în regia lui Clint Eastwood, care a fost lansată în decembrie 2014.
Chris Kyle a murit pe 2 februarie 2013, împușcat la un poligon de antrenamente împreună cu prietenul său, Chad Littlefield, de către Eddie Ray Routh, un veteran al războiului din Irak care suferea de stres post-traumatic.